# Подрыв поезда близ Данмерри
Подрыв поезда близ Данмерри (англ. Dunmurry train explosion) — происшествие, произошедшее на железной дороге Белфаст-Дерри 17 января 1980 года. В результате преждевременного детонирования самодельной бомбы с рельсов сошёл пассажирский поезд, перевозивший из Баллимены в Белфаст пассажиров: три человека погибли, пятеро получили ранения. К теракту оказались причастными боевики ИРА, часть из которых также оказалась в списке погибших и пострадавших. После взрыва ИРА принесла извинения пострадавшим, назвав случившееся «ужасным инцидентом», который произошёл по причине «военного положения».

## Взрыв
Поезд совершал днём перевозку пассажиров с железнодорожной станции Баллимена к станции Белфаст-Сентрал. Он был почти пустым, когда покинул станцию Данмерри и направился в пригороды Белфаста, перейдя через шоссе M1 на пути к станции Файнэги. После 16:55 в воздух, по свидетельствам, поднялись огненный столб и клубы дыма. Поезд резко остановился и тут же был охвачен пламенем, что вынудило пассажиров выпрыгивать чуть ли не на ходу, спасаясь от огня и дыма.
Выжившие двинулись по дороге в поисках убежища, ожидая прибытия спасателей. Через несколько часов пожар удалось локализовать усилиями полиции, пожарных и военных. Один из пожарных был отправлен в больницу с небольшими ожогами. Два вагона были доставлены в депо Куинс-Куэй, где были отреставрированы (один из них работал до 2006 года, второй до 2012 года). Из четырёх человек, находившихся в одном из вагонов, трое погибли от ожогов: их тела были сожжены на столько, что опознать их по первичным признакам просто не было возможным, а по свидетельству машиниста Роя Бити, от трупов остались только кучи пепла. Четвёртым, выжившим, был боевик ИРА Патрик Джозеф Флинн, который закладывал бомбы. Он получил ожоги лица, тела и ног и только чудом был спасён врачами. Погибли 17-летий Марк Кокрэйн, 35-летний эмигрант из Нигерии Макс Олорунда (оставил жену и трёх детей), и, по версии ИРА, 26-летний ирландский боец Кевин Дэлани (оставил беременную жену и ребёнка). Ещё трое получили ожоги: два подростка и старик.
Аналогичные бомбы были обнаружены на станциях Йорк-Роуд и Гринислэнд, но их удалось обезвредить. По своему внешнему виду они не отличались от бомб, взорвавшихся к югу от Белфаста: 5 фунтов взрывчатки и канистра с бензином. По данным расследования, Дэлани пытался заложить две бомбы, однако первая взорвалась тогда, когда он доставал и закладывал вторую бомбу. Пострадавший от взрыва и ожогов Флинн был арестован сразу же после выписки из больницы.

## Суд
ИРА назвала случившееся трагедией, обвинив Королевскую полицию Ольстера в бездействии и слепом повиновении британской армии. Боевики выразили соболезнования близким погибших и свою активную поддержку. Член парламента, Уинстон Черчилль-младший (внук премьер-министра Уинстона Черчилля), потребовал приговорить террористов к смертной казни.
Флинна судили за двойное убийство и незаконное изготовление взрывчатки. С учётом чистосердечного признания, активного сотрудничества Флинна со следствием, его плохого состояния здоровья и его попыткам предупредить о заложенных бомбах руководство станций его приговорили к 10 годам за убийство, семь из которых были зачтены и за изготовление бомб. Судья заявил, что рубцы и шрамы вкупе с 10-летним сроком заключения в тюрьме будут напоминать Флинну о случившейся трагедии.